# Mervans
Mervans ist eine französische Gemeinde im Département Saône-et-Loire in der Region Bourgogne-Franche-Comté. Sie gehört zum Arrondissement Louhans und zum Kanton Pierre-de-Bresse. Der Ort hat 1.488 Einwohner (Stand 1. Januar 2022), sie werden Mervandiaux genannt.

## Geografie

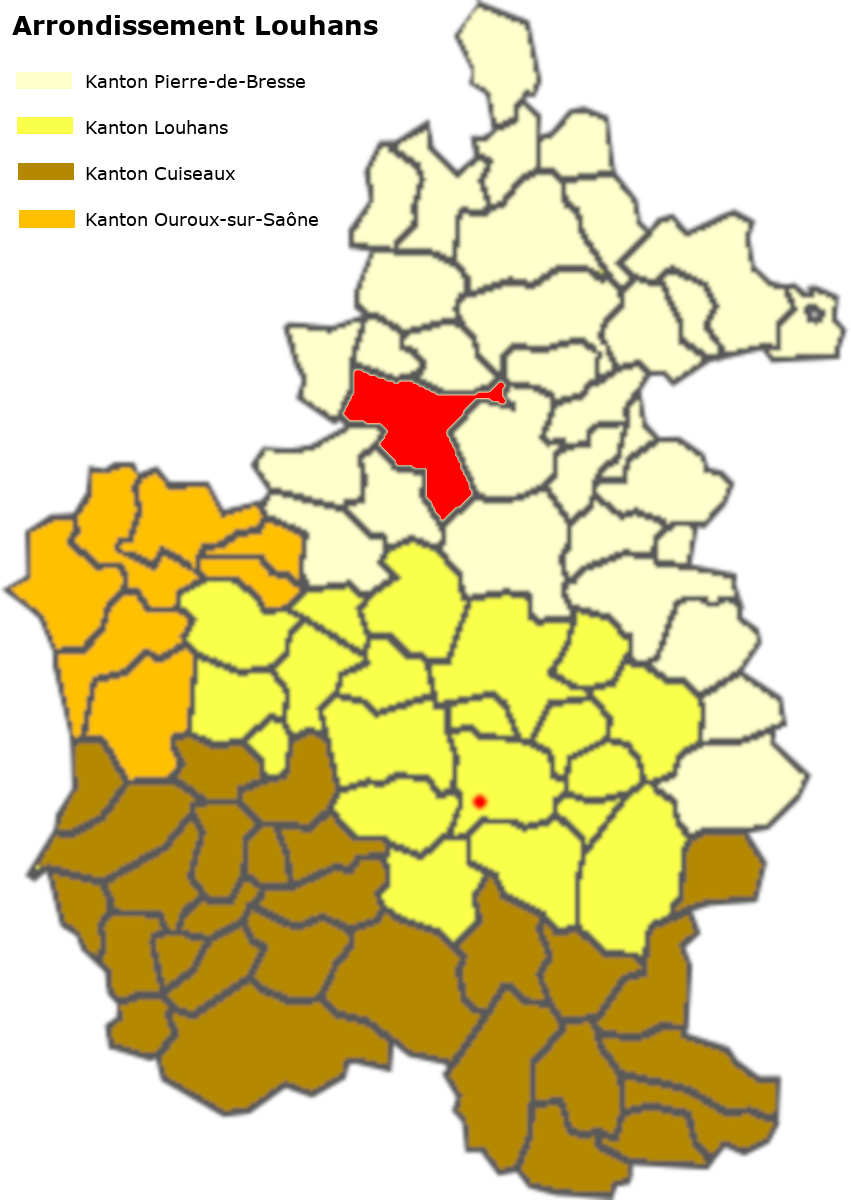
Lage der Gemeinde im Arrondissement Louhans

Die Gemeinde liegt in der Landschaft Bresse, im nördlichen Drittel des Arrondissement Louhans und ist eine der größeren im Kanton. Im Südosten bildet die Guyotte die Gemeindegrenze, im Südwesten der Ruisseau Briant und im Westen die Florence. Im Norden entspringt der Ruisseau de l’Étang du Moulin und bildet ein kurzes Stück Gemeindegrenze. Schließlich gilt noch Le Colombier als offizielles Fließgewässer in der Gemeinde. Offiziell werden für das Gemeindegebiet fünf Étangs genannt. Von Westen her zieht die Departementsstraße D970 durch die Gemeinde nach Mervans und zieht sich anschließend in südöstlicher Richtung weiter nach Saint-Germain-du-Bois. In Nord-Süd-Richtung verläuft die Departementsstraße D996, die Frontenard mit Simard verbindet. Schließlich verbindet noch die Departementsstraße D313 La Chaux mit Mervans. In Mervans besteht ein Bahnhof der SNCF (Linie Dijon–Saint-Amour), die durch die TER Bourgogne bedient wird. Die Gemeinde weist keine großen Waldflächen auf, lediglich im Nordosten und Südwesten finden sich zusammenhängende Waldflächen im Grenzbereich zu den Nachbargemeinden. Zur Gemeinde gehören folgende Weiler und Fluren: l’Allée, laBarre, la Blaude, Bois-Mercey, le Burteau, Buxy, le Chapoutot, Charmois, la Charmotte, le Châtelet, le Chêne, la Croix-Fontaine, Bief de l’Etang-Chasse-Loup (Gewässer), Etang-Monard (Gewässer), Glairans, Gouge, la Goule, la Griffonière, Gué-de-Buxy, les Guillemin, le Haut-de-Gouge, l’Hôpital, le Martray, le Maupas, le Meix-Gagnard, Montcharvey, le Nuzeret, la Platte-des-Bois, Reure-le-Château, Reure-sur-Florence, le Reversey, Saint Claude, Soutenant, les Toppes-de-Glairans, Toulouse, la Tuilerie, la Vaivre, la Varenne, le Vernois, la Ville-Basse, la Ville-du-Bois.

### Klima
Das Klima in Mervans ist warm und gemäßigt. Es gibt das ganze Jahr über deutliche Niederschläge, selbst der trockenste Monat weist noch hohe Niederschlagsmengen auf. Die Klassifikation des Klimas nach Köppen und Geiger ist Cfb ((Gemäßigtes) Ozeanklima). Die Temperatur liegt im Jahresdurchschnitt bei 12,0 °C. Der wärmste Monat ist der Juli mit einer Durchschnittstemperatur von 21,2 °C, der kälteste der Januar mit 3,3 °C. Über ein Jahr verteilt summieren sich die Niederschläge auf 1081 mm, dabei ist der November mit 117 mm der niederschlagsreichste, während Juli als trockenster Monat 72 mm aufweist. Über das ganze Jahr werden etwa 2764 Sonnenstunden gezählt.
|                        | Jan | Feb | Mär  | Apr  | Mai  | Jun  | Jul  | Aug  | Sep  | Okt  | Nov  | Dez |   |      |
| Mittl. Temperatur (°C) | 3,3 | 3,9 | 7,5  | 11,2 | 15,1 | 19,2 | 21,2 | 20,8 | 17,0 | 12,9 | 7,4  | 4,1 | ⌀ | 12   |
| Mittl. Tagesmax. (°C)  | 6,2 | 7,7 | 12,0 | 15,8 | 19,5 | 23,9 | 25,9 | 25,6 | 21,5 | 17,0 | 10,5 | 6,8 | ⌀ | 16,1 |
| Mittl. Tagesmin. (°C)  | 0,6 | 0,6 | 3,2  | 6,4  | 10,3 | 14,2 | 16,2 | 15,9 | 12,7 | 9,2  | 4,4  | 1,5 | ⌀ | 8    |
|                        |     |     |      |      |      |      |      |      |      |      |      |     |   |      |
| Niederschlag (mm)      | 98  | 83  | 80   | 90   | 93   | 77   | 72   | 73   | 87   | 104  | 117  | 107 | Σ | 1081 |

| 0,6 |

| 0,6 |

| 3,2 |

| 6,4 |

| 10,3 |

| 14,2 |

| 16,2 |

| 15,9 |

| 12,7 |

| 9,2 |

| 4,4 |

| 1,5 |

| 0,6 |

| 0,6 |

| 3,2 |

| 6,4 |

| 10,3 |

| 14,2 |

| 16,2 |

| 15,9 |

| 12,7 |

| 9,2 |

| 4,4 |

| 1,5 |

## Toponymie
Mervans wird im 11. Jahrhundert erstmals erwähnt: Villa in territorio Cabilonensi quae Mervens dicitur… (Ein Ort im Chalonnais, der Mervens genannt wird…). Die Erklärung, der Ortsname Marvant sei aus mare au vent (windiger Tümpel) entstanden, ist wohl eine schöne Erfindung. Ebenso wenig plausibel ist eine Entstehung im Sinne eines Besitzes von Merowingern. Viel eher dürfte der Ortsname in gallorömischer Zeit entstanden sein und den Besitz eines Mervius, Merulfus o. ä. bezeichnet haben.

## Geschichte
Im Mittelalter war Mervans eine Baronie, die den Herren von Vienne während mehr als vier Jahrhunderten gehörte. Aus Dokumenten von 1260 und 1279 geht hervor, dass diese Mervans, Longepierre und Seurre vom Herzog von Burgund zu Lehen erhalten hatten. Mit dem Aussterben der de Vienne ging der Besitz an die d’Antigny über. 1450 wurde Nicolas Rolin, Kanzler von Burgund, Besitzer der Herrschaft, die später an die Hochberg, de Longueville, d'Orléans, den Grafen von Soissons überging. Der Prinz von Carignan verkaufte die Herrschaft 1700 an Claude Fyot III. de la Marche, Abt des Klosters Saint-Étienne in Dijon. 1736 wurde die Baronie in den Rang des Marquisats de la Marche erhoben, umfassend Mervans, Devrouze, Villegaudin, Diconne und Saint-Martin-en-Bresse. Die Siedlung war von Mauern und Gräben umgeben. Zwischen der Guyotte und dem Briant gelegen, bestand sie aus einer Hauptstraße, die von Häusern gesäumt war, die – ähnlich wie in Louhans – mit Arkaden und Vorbauten eine Art Galerie bildeten. Diese Bauweise ist wohl auf die klimatischen Bedingungen zurückzuführen, Markt wurde unter den Arkaden, von Regen geschützt, gehalten. Diese Bauweise ist heute noch beim Maison en pans de bois sichtbar.
Wie der Ort selbst, war auch die Festung von Gräben umgeben. Sie stand bei der Kirche – der Ort heißt noch heute Châtelet – und wurde als Château de la Motte bezeichnet. Sie wurde im 17. Jahrhundert während des Krieges gegen die Franche-Comté zerstört und zu Beginn des 18. Jahrhunderts noch ganz abgerissen. Im Schloss befand sich im ersten Stock eine offene Galerie, wohin sich die Herrscherin mit ihren Damen und Dienerinnen setzen konnte, um Bänkelsängern zu lauschen, die ihnen huldigten. Diese Bauweise blieb dem Herrschaftsschloss vorbehalten, obwohl auch andere Adlige aus der Umgebung Häuser in Mervans besaßen. Die Häuser waren aus Eichenholz, das aus den nahen Wäldern kam, die Wände aus Baumstämmen im Fachwerkstil waren abgedichtet mit einer Art Mörtel aus Lehm und zerhacktem Stroh. Im 18. Jahrhundert wurde ein neues Schloss im Weiler Reure errichtet, ein Michel Lory ließ 1770 zudem im Weiler Glairans ein Schloss nach dem Vorbild von Serrigny-en-Bresse errichten.
1852 wurden anlässlich von Grabungen verschiedene Gegenstände gefunden: Schwertklingen, Dinge des täglichen Gebrauchs, Geldstücke, Schlüssel und Knochen und insbesondere ein Sarg mit einem gut erhaltenen Skelett.
Es ist wahrscheinlich, dass die heutige Kirche (Saint-Maurice geweiht) aus dem 14. Jahrhundert stammt, vermutlich gebaut durch einen der Herren von Antigny aus dem Hause Vienne. Darin befinden sich mehrere Grabsteine, verziert mit Figuren und gotischen Schriftzügen. Das Kirchenschiff stürzte 1902 ein und wurde erst 1925 wieder errichtet. Der Glockenturm blieb jedoch bestehen und ist sehr originell, geformt als achteckige, verdrehte Pyramide mit einer Gesamthöhe von 49 m, wovon 33 m für die Spitze. Die verdrehte Spitze lässt den Betrachter glauben, der Turm stehe schief, was jedoch lediglich eine Illusion ist. Die Legende behauptet, der Turm sei in einer Nacht durch die unsichtbaren Hände von Feen gebaut worden. Eine Anzahl Löcher, die diese absichtlich offen ließen, konnten nie geschlossen werden und was für Material auch immer verwendet wurde, es fiel von selber wieder herunter.
Die Pfarrei von Mervans war lukrativ und beinhaltete den Titel eines Erzpriesters der Bresse, angegliedert war eine Familiarité.
Das 14. Jh. brachte die Pest und wie die ganze Bresse, litt Mervans 1348 unter den Folgen, wie eine Inschrift auf einem Grabstein beweist. Nur 13 Familien entkamen ihr und bildeten hernach die Bruderschaft der Dreizehn.
Mervans, das seine Eigenständigkeit von den Herren von Vienne für 17 Pfund 10 Sous erkaufte, besaß alle Einrichtungen eines großen Dorfes oder einer kleinen Stadt. Die Herrschaft hatte einen Kastellan, zeitweise waren drei Notare tätig, es bestand eine Leprastation, die später zum Spital wurde und dem Heiligen Sébastien gewidmet war. Um dieses Zentrum, das eine gewisse Wichtigkeit in der Region hatte, waren große Wälder und Feuchtgebiete, die durch die zunehmende Kultivierung des Bodens verschwanden und den Handel in Mervans gedeihen ließ. Im Ort befanden sich fünf Getreide-, zwei Ölmühlen und zwei Ziegeleien. Im 19. Jahrhundert wurden erbaut: 1844 – Mairie-Knabenschule neben dem Pfarrhaus, 1845 – Getreidemarkt, 1850 – die freie Schule bei der Grande Place, 1857 – Pfarrhaus, 1883 – Bahnhof. Im 20. Jahrhundert entstanden: 1905 – Neue Schule, 1938 – Schule in Glairans, 1967 – Gemeindeverwaltung und Post und während der ersten Hälfte des Jahrhunderts bestand eine Bahnlinie Chalon-sur-Saône – Mervans. 1988 wurden noch 65 Landwirtschaftsbetriebe gezählt.

### Die Herren von Mervans
Mervans gehörte zum Lehen der Herzöge von Burgund an die Herren von Sainte-Croix. Durch den Verkauf eines Teils der Güter war Mervans eng verbunden mit den Geschicken von Louhans.
Wohl der letzte Angehörige des Hochadels war Charles Philippe d’Albert (* 1695, † 1758), er verkaufte seine Güter in der Bresse an François Guyet. Er war Conseiller d’État (Staatsrat), Maître des requêtes und Intendant der Finanzen in Lyon. 1722 wurde Guyet vom König zum Gouverneur von Louhans ernannt, 1724 wurde die Baronie Louhans zur Grafschaft erhoben. Damit wechselte die Herrschaft Louhans zur Noblesse de robe.
Die Herren von Louhans pflegten ihr Lehen aufzuteilen und an verschiedene Vasallen weiterzugeben.
1450 übernahm Nicolas Rolin, Kanzler des Burgund, die Baronie von Mervans zu Lehen. Er war bereits Herr von Authumes, wo er ein Schloss besaß. Sein Sohn, Antoine Rolin d’Emery gab die Herrschaft zurück an Philipp von Hachberg-Sausenberg.
Später wurde das Lehen verkauft an Claude Fyot III. de la Marche, Kommendatarabt des Klosters Saint-Étienne in Dijon, der seit 1680 Herr von Bosjean war. Sie gehörte weiterhin der Familie Fyot de la Marche (Nicht zu Verwechseln mit den Grafen de la Marche) und wurde zur Baronie Mervans.
Seit dem 12. Jahrhundert gehörte ein weiteres Lehen der Familie de la Marche, die in Villegaudin ein Schloss besaß. Einige Herren de la Marche waren Vögte und Marktvögte von Chalon-sur-Saône. Philipp de la Marche war Gruyer de Bourgogne und 1434 Gouverneur des Château de Joux. Er heiratete Jeanne Bouton, verstarb 1437. Sein Sohn war Olivier de la Marche, einer der berühmtesten Söhne der Bresse. Ein Nachkomme, René de Lenoncourt heiratete Marguerite Fyot. Ihre Tochter, Reynette verkaufte 1636 die Herrschaft de la Marche an ihren Onkel. Damit waren diese beiden Lehen vereint bei den Fyots.
1736 zum Marquisat de la Marche erhoben, zu Ehren von Claude Philibert Fyot, Graf von Bosjean, Baron von Mervans und Montpont, erster Präsident des Parlement des Burgunds. 1772 gelangten das Marquisat de la Marche, die Baronie Mervans und die Grafschaft Bosjean an einen Jean Fyot, Comte de Dracy.
Die weitere Lehen in der Gemeinde waren:
- Le Chapoutot: wurde benannt nach Jacques Chapotot, Trésorier de France, der das Lehen 1662 besaß
- Le Burteau: gehörte Colmont de Vaugrenant, später dem Marquis de Scorailles
- Reure-sur-Florence: gehörte dem Marquis de Bataille, Herr von Dampierre-en-Bresse und la Chaux

Diese Lehen wurden Teil des Marquisats und verloren ihre Eigenständigkeit. Das Marquisat umfasste die Pfarreien Mervans, Devrouze, Villegaudin, Saint-Martin-en-Bresse und Diconne und somit etwa 100 km2.
Mit der Französischen Revolution 1789 wurden die Vorrechte des Adels abgeschafft, sie behielten lediglich noch ihre Titel.

### Heraldik
Seit dem 30. November 1984 braucht Mervans das Wappen, das auf die Familie de Vienne zurückgeht. Aus einem Vertrag geht hervor, dass Mervans bereits 1266 zum Besitz dieser mächtigen Familie gehört hatte. Das Wappen wird üblicherweise im Oberwappen ergänzt durch eine Mauerkrone mit drei Türmen, um darzulegen, dass es sich um das Wappen eines Gemeinwesens und nicht einer Familie handelt. Noch leben Nachkommen der Familie de Vienne, die zum Tragen des Familienwappens berechtigt sind. Blasonierung: In Rot ein goldener Adler, blau bewehrt und beschnabelt, mit ausgebreiteten Flügeln.

## Bevölkerung
| Mervans: Einwohnerzahlen von 1793 bis 2020 | Mervans: Einwohnerzahlen von 1793 bis 2020 | Mervans: Einwohnerzahlen von 1793 bis 2020 | Mervans: Einwohnerzahlen von 1793 bis 2020 | Mervans: Einwohnerzahlen von 1793 bis 2020 |
| --- | ------------------------------------------ | ------------------------------------------ | ------------------------------------------ | ------------------------------------------ |
| Jahr |                                            |                                            |                                            | Einwohner                                  |
| 1793 | 1793                                       |                                            | 1.792                                      | 1.792                                      |
| 1800 | 1800                                       |                                            | 1.559                                      | 1.559                                      |
| 1806 | 1806                                       |                                            | 1.617                                      | 1.617                                      |
| 1821 | 1821                                       |                                            | 1.998                                      | 1.998                                      |
| 1831 | 1831                                       |                                            | 2.118                                      | 2.118                                      |
| 1836 | 1836                                       |                                            | 2.002                                      | 2.002                                      |
| 1841 | 1841                                       |                                            | 2.140                                      | 2.140                                      |
| 1846 | 1846                                       |                                            | 2.068                                      | 2.068                                      |
| 1851 | 1851                                       |                                            | 1.971                                      | 1.971                                      |
| 1856 | 1856                                       |                                            | 1.832                                      | 1.832                                      |
| 1861 | 1861                                       |                                            | 1.832                                      | 1.832                                      |
| 1866 | 1866                                       |                                            | 1.880                                      | 1.880                                      |
| 1872 | 1872                                       |                                            | 1.800                                      | 1.800                                      |
| 1876 | 1876                                       |                                            | 1.835                                      | 1.835                                      |
| 1881 | 1881                                       |                                            | 1.891                                      | 1.891                                      |
| 1886 | 1886                                       |                                            | 1.886                                      | 1.886                                      |
| 1891 | 1891                                       |                                            | 1.961                                      | 1.961                                      |
| 1896 | 1896                                       |                                            | 1.925                                      | 1.925                                      |
| 1901 | 1901                                       |                                            | 1.904                                      | 1.904                                      |
| 1906 | 1906                                       |                                            | 1.940                                      | 1.940                                      |
| 1911 | 1911                                       |                                            | 1.945                                      | 1.945                                      |
| 1921 | 1921                                       |                                            | 1.824                                      | 1.824                                      |
| 1926 | 1926                                       |                                            | 1.887                                      | 1.887                                      |
| 1931 | 1931                                       |                                            | 1.815                                      | 1.815                                      |
| 1936 | 1936                                       |                                            | 1.783                                      | 1.783                                      |
| 1946 | 1946                                       |                                            | 1.777                                      | 1.777                                      |
| 1954 | 1954                                       |                                            | 1.683                                      | 1.683                                      |
| 1962 | 1962                                       |                                            | 1.608                                      | 1.608                                      |
| 1968 | 1968                                       |                                            | 1.598                                      | 1.598                                      |
| 1975 | 1975                                       |                                            | 1.593                                      | 1.593                                      |
| 1982 | 1982                                       |                                            | 1.285                                      | 1.285                                      |
| 1990 | 1990                                       |                                            | 1.231                                      | 1.231                                      |
| 1999 | 1999                                       |                                            | 1.169                                      | 1.169                                      |
| 2006 | 2006                                       |                                            | 1.298                                      | 1.298                                      |
| 2009 | 2009                                       |                                            | 1.365                                      | 1.365                                      |
| 2014 | 2014                                       |                                            | 1.470                                      | 1.470                                      |
| 2020 | 2020                                       |                                            | 1.502                                      | 1.502                                      |
| Quelle(n): EHESS/Cassini bis 2006, ab 2009 INSEE Anmerkung(en): • Ab 1962 offizielle Zahlen ohne Einwohner mit Zweitwohnsitz • Höchste Einwohnerzahl 1841 mit 2140, tiefste Einwohnerzahl 1999 mit 1169 (54,6 % vom Maximum) |                                            |                                            |                                            |                                            |

| Bevölkerungsstruktur | Anzahl Einwohner | männlich | weiblich | davon Ausländer | Anteil % |
| -------------------- | ---------------- | -------- | -------- | --------------- | -------- |
|                      | 1493             | 732      | 761      | 26              | 1,7      |

| Männer | Alterstufe | Frauen |
| ------ | ---------- | ------ |
| 19     | 90 + älter | 40     |
| 87     | 75–89      | 124    |
| 137    | 60–74      | 147    |
| 155    | 45–59      | 137    |
| 108    | 30–44      | 107    |
| 102    | 15–29      | 95     |
| 121    | 0–14       | 112    |

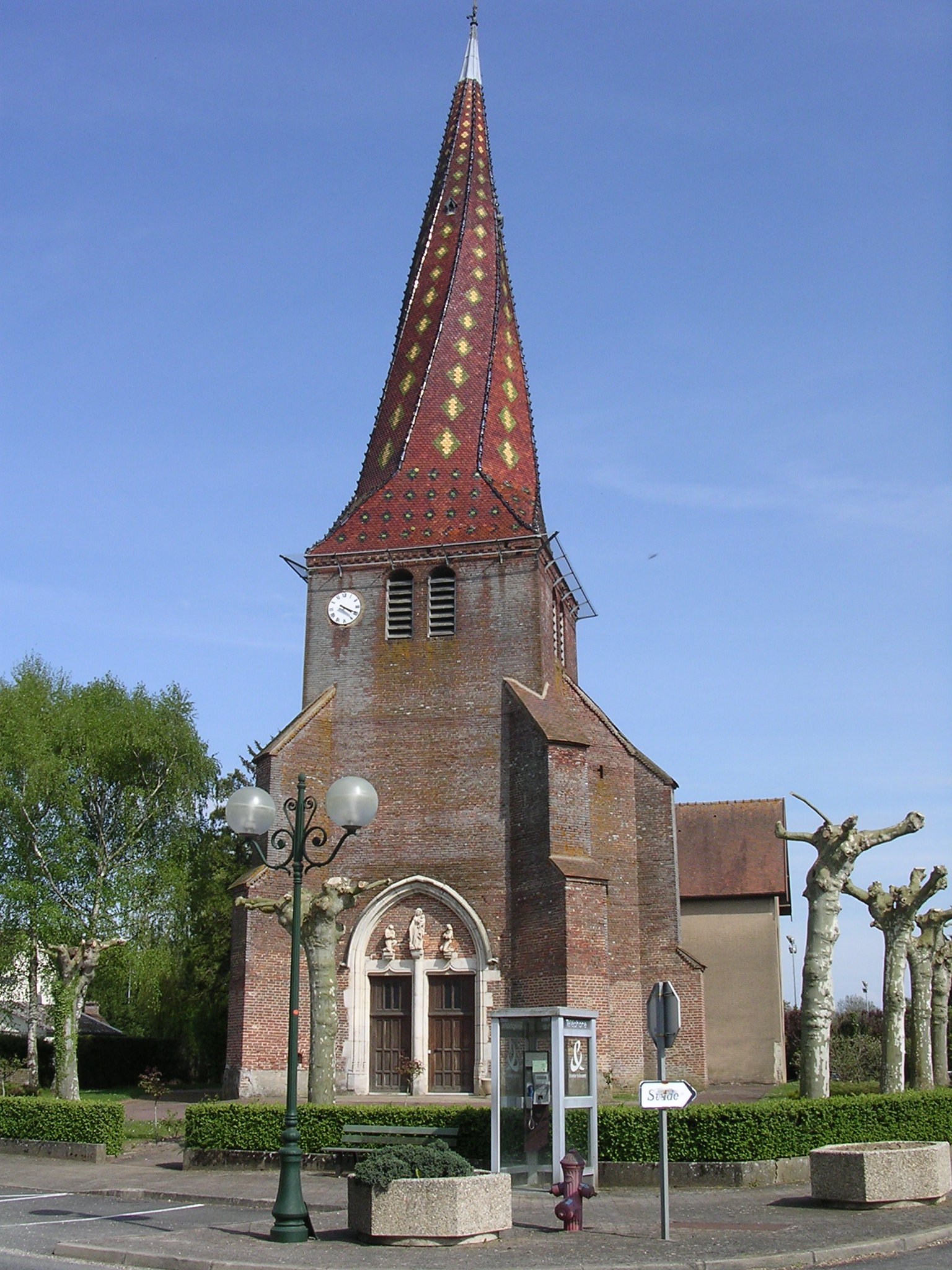
Kirche Saint-Maurice in Mervans

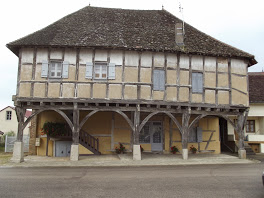
Altes bressanisches Haus mit Arkaden (15. Jahrhundert) maison en pans de bois

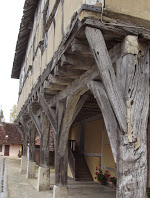
Altes bressanisches Haus, Konstruktionsdetail

Die Bevölkerungsstruktur zwischen Männern und Frauen ist ziemlich ausgeglichen, wobei 43 % der Bevölkerung jünger als 45 Jahre sind. Die Gruppe der unter 15-Jährigen macht 15,6 % der Bevölkerung aus. Demgegenüber sind 37 % der Einwohner älter als 60 Jahre und damit im Rentenalter. Diese Struktur dürfte auf die Tatsache zurückzuführen sein, dass seit 1999 dank einer regen Bautätigkeit die Wohneinheiten um 28 % zugenommen haben. Dadurch dürfte ein starker Zuzug von jungen Familien mit Kindern erfolgt sein.
| Wohnstruktur               | Anzahl Wohneinheiten | davon Häuser | Wohnungen | sonstige |
| -------------------------- | -------------------- | ------------ | --------- | -------- |
|                            | 798                  | 698          | 92        | 8        |
| davon Hauptwohnsitz        | 659                  |              |           |          |
| Zweit- oder Ferienwohnsitz | 62                   |              |           |          |
| vakant                     | 77                   |              |           |          |

## Wirtschaft und Infrastruktur

### Unternehmen, Betriebe, Ladengeschäfte und Einrichtungen
In der Gemeinde befinden sich nebst der Mairie und Kirche folgende Unternehmen nach Branchen:
| Branche                                                           | Anzahl Betriebe |
| ----------------------------------------------------------------- | --------------- |
| Industrie und verarbeitendes Gewerbe                              | 6               |
| Baugewerbe                                                        | 14              |
| Groß- und Einzelhandel, Verkehr, Beherbergung und Gastronomie     | 35              |
| Information und Kommunikation                                     | 1               |
| Finanz- und Versicherungsdienstleistungen                         | 1               |
| Grundstücks- und Wohnungswesen                                    | 4               |
| Freiberufliche, wissenschaftliche und technische Dienstleistungen | 10              |
| Öffentliche Verwaltung, Unterricht, Gesundheits- und Sozialwesen  | 13              |
| Sonstige Dienstleistungen                                         | 15              |
| Land- und Forstwirtschaftsbetriebe                                | 15              |

In der Gemeinde befinden sich zwei Bäckereien, ein Supermarkt, ein Blumenladen, eine Bank, vier Coiffeur- und drei Schönheitssalons, ferner fünf Autogaragen, zwei Bestattungsunternehmen, eine Tierarztpraxis, drei Bauhandwerksbetriebe, vier Schreinereien/Zimmereien, zwei Elektriker, zwei Maler/Gipser und 3 Installateurgeschäfte. Im Ort befindet sich ein Campingplatz (46 Stellplätze), ein Hotel (neun Zimmer) und drei Restaurants, je ein Tennis-, Fußball- und Pétanqueplatz, zwei Turn- und Sporthallen und ein Mehrzwecksaal. Im medizinischen Bereich zwei Ärzte, ein Zahnart, fünf Physiotherapeuten, eine Apotheke, zwei Krankenschwestern, ein Seniorenheim, eine Einrichtung für Seniorenbetreuung und -hauspflege. Mervans besitzt einen Bahnhof (ohne TGV-Anschluss) und ein Taxiunternehmen, eine Post und eine Feuerwehrkaserne. Der Wochenmarkt findet am Freitagvormittag statt. Am Vormittag des ersten Sonntags im Monat findet ein Markt der regionalen landwirtschaftlichen Produzenten statt.

### Geschützte Produkte in der Gemeinde
Als AOC-Produkte sind in Mervans Crème et beurre de Bresse, Volaille de Bresse und Dinde de Bresse zugelassen.

### Bildungseinrichtungen
In der Gemeinde besteht eine École primaire (École maternelle und École élémentaire), die der Académie de Dijon untersteht und von 136 Schulpflichtigen besucht wird. Für die Schule gilt der Ferienplan der Zone A.

## Sehenswürdigkeiten
- Kirche Saint-Maurice mit verdrehtem Turmhelm und glasierten Ziegeln. Kurzbeschrieb und Bilder bei: Homepage der Gemeinde[25] oder bei Pastorale Tourisme & Loisirs[26].
- Maison en pans de bois, eines der ältesten Fachwerkhäuser in der Bresse, aus dem 15. Jahrhundert[27].

## Persönlichkeiten
- Pierre de Saint Jacob (1906–1960), Historiker